# اچ‌ام‌اس رایسونیبل (۱۷۶۸)
اچ‌ام‌اس رایسونیبل (۱۷۶۸) (به انگلیسی: HMS Raisonnable (1768)) یک کشتی بود که طول آن ۱۶۰ فوت (۴۹ متر) بود. این کشتی در سال ۱۷۶۸ ساخته شد.